# لانسانا كوياتي
لانسانا كوياتي (مواليد 15 يوليو 1950)  سياسي ودبلوماسي غيني شغل منصب رئيس وزراء غينيا من 2007 إلى 2008. شغل سابقًا منصب السكرتير التنفيذي للمجموعة الاقتصادية لدول غرب إفريقيا (ECOWAS) من 1997 إلى 2002.

## الخلفية والوظيفة السابقة
ولد كوياتي في كوبا، غينيا، لما كانت مستعمرة فرنسية. درس الإدارة في جامعة كوناكري قبل أن يلتحق بالخدمة المدنية. في عام 1976، عُين مديرًا للعمل، ثم في العام التالي، انتقل إلى منصب مدير التجارة والأسعار والإحصاء، حيث كان مسؤولاً عن الشركات المملوكة للدولة.
في عام 1982، عمل كوياتي في مشروع تنمية الأرز، ثم انتقل إلى السلك الدبلوماسي، وانضم إلى وفد غينيا في ساحل العاج. في عام 1985، عاد إلى وزارة الخارجية في كوناكري رئيسًا للشؤون الإفريقية ومنظمة الوحدة الإفريقية. بعد ذلك بعامين، أصبح سفير غينيا في مصر والأردن ولبنان والسودان وسوريا وتركيا. في عام 1992، أصبح الممثل الدائم لغينيا لدى الأمم المتحدة، حيث أصبح نائبًا لرئيس المجلس الاقتصادي والاجتماعي التابع للأمم المتحدة.
في عام 1993، عُين نائبًا للممثل الخاص للأمين العام في الصومال لبعثة الأمم المتحدة الثانية في الصومال، ثم في فبراير 1994 أصبح القائم بأعمال الممثل. في يونيو 1994، أصبح الأمين العام المساعد في إدارة الشؤون السياسية بالأمم المتحدة،  كانت إحدى مهامه الأولى القيام بجولة حول الدول الأعضاء في المجموعة الاقتصادية لدول غرب أفريقيا لمناقشة الوضع في ليبيريا. واصل مشاركته في المناقشات لبناء الدعم الإقليمي لحل الحرب الأهلية الليبيرية الأولى. ترك هذا المنصب في سبتمبر 1997 ليصبح السكرتير التنفيذي للمجموعة الاقتصادية لدول غرب إفريقيا (ECOWAS)، وهو المنصب الذي شغله حتى فبراير 2002.
خلال الفترة التي قضاها في ECOWAS، حصل كوياتي على وسام جوقة الشرف (القائد)، النجمة الأفريقية في ليبيريا، وحصل على وسام القائد الأحادي للتوغو.

## رئيس الوزراء
نتيجة للإضراب العام ‏ في أوائل عام 2007، رُشح كوياتي لمنصب رئيس وزراء غينيا في 26 فبراير 2007. واختاره الرئيس لانسانا كونتي من قائمة قدمها قادة النقابات العمالية. في 1 آذار/مارس، أدى اليمين الدستورية رئيسًا للوزراء في احتفال أقيم في كوناكري ؛ لم يكن كونتي حاضرا. تم تسمية حكومته في 28 آذار / مارس، وتألفت من 19 وزيراً وثلاثة وزراء دولة. لم تضم أيًا من أعضاء الحكومة القديمة.
في 5 كانون الأول (ديسمبر) 2007، زاد مرسوم إعادة هيكلة الوزارات من صلاحيات الأمين العام لرئاسة الجمهورية على حساب صلاحيات رئيس الوزراء، وفي 3 كانون الثاني/يناير 2008، أقال كونتي واستبدل جاستن موريل جونيور، وزير الاتصال والناطق الرسمي باسم الحكومة.، دون استشارة كوياتي. في 4 يناير، طالب كوياتي بإعادة موريل إلى منصبه وقال إنه لن يجلس في مجلس الوزراء دون موريل. أعلنت النقابات العمالية عن خطط لبدء «إضراب عام غير محدود» في 10 يناير، مطالبة بتنفيذ اتفاق كونتي مع النقابات بشكل صحيح وإعادة موريل. اختارت حكومة كوياتي محاولة حل الوضع من خلال الحوار مع كونتي على أمل الحفاظ على السلام. في 9 يناير، سحبت النقابات دعوتها للإضراب.
تصاعدت التوترات بين كوياتي وكونتي بسبب قرار حكومة كوياتي إعادة شانتال كول، مستشار كونتي المسؤول عن الاتصالات في القصر الرئاسي، إلى فرنسا ؛ بالإضافة إلى ذلك، اختلفوا حول قرار كوياتي بالسماح لليبيين بإدارة الفنادق الفخمة.

## الفصل والأحداث اللاحقة
في مرسوم قُرأ في التلفزيون الحكومي في 20 مايو 2008، أقال كونتي كوياتي وحل محله أحمد تيديان سوار. كان هذا يعد أمرًا مفاجئًا. كان يُعتقد بشكل عام أن كوياتي لن يُطرد قبل الانتخابات البرلمانية المقررة في ديسمبر 2008. بعد الإعلان، أُبلغ عن احتجاجات في كوناكري وكوروسا، على الرغم من أن المدن كانت هادئة مرة أخرى بحلول 21 مايو؛ كما أُبلغ عن احتجاجات في كانكان في 20 مايو و 21 مايو.
كان يُنظر إلى كوياتي على نطاق واسع على أنه خيبة أمل في دوره رئيسًا للوزراء، وعدم شعبيته تعني أن إقالته لم تُستقبل باضطرابات كبيرة من النوع الذي أدى إلى تعيينه قبل عام ؛ على وجه الخصوص، ارتبط وقته في المنصب بارتفاع أسعار المواد الغذائية، مما أدى إلى تفاقم المشاكل الاقتصادية في البلاد. كما اتهم بأن لديه طموحات رئاسية. ولأنه لم يتشاور مع المعارضة عند تشكيل حكومته ولم يدعو سياسيين معارضين للمشاركة فيها، رحبت المعارضة بإقالته وحثت سواريه على تجنب أخطائه. الأمين العام لاتحاد القوى الديمقراطية في غينيا (UFDG)، وصف أمادو أوري باه كوياتي بأنه «خطر على العملية الديمقراطية».  قالت إحدى القيادات النقابية، رابياتو سراه ديالو، إنه حتى الإعلان عن تشكيل حكومة سواري، لم يكن لديها ما تقوله. أدى سواري اليمين في 23 مايو ولم يكن كوياتي حاضرًا في الحفل، لأنه لم يكن قادرًا على مغادرة منزله بسبب حشد من المؤيدين خارجه.
كان العديد من الجنود غير راضين عن فشلهم في تلقي متأخرات الأجور، وكانوا غير راضين عن فصل كوياتي، وشعروا أنه لم يُترك لهم أي شخص يمكنهم معالجة شكاواهم. في 26 مايو 2008، اندلعت اضطرابات بين الجنود وطالبوا بدفع متأخرات رواتبهم.